# Bäcklösa
Bäcklösa är en stadsdel i Uppsala. Stadsdelen skapades formellt år 2018 då den styckades av från Valsätra i Uppsala kommuns nya stadsdelsindelning. Stadsdelen gränsar till Valsätra i norr, Ultuna i öster, Sunnersta i söder och Gottsunda i väster. År 2021 hade stadsdelen 1 832 invånare.
Många gator i Bäcklösa är uppkallade efter skalbaggar. Bebyggelsen består huvudsakligen av flerbostadshus uppförda runt år 2020. Internationella Engelska skolan i Uppsala är belägen i Bäcklösa. I Bäcklösa finns även Genetiska trädgården, grundad år 1937 av professor Göte Turesson, där det bland annat finns en unik björkallé som planterades runt 1980 och innehåller björkar från olika delar av Sverige.